# Euaesthetus superlatus
Euaesthetus superlatus är en skalbaggsart som beskrevs av Henri de Peyerimhoff 1937. Euaesthetus superlatus ingår i släktet Euaesthetus, och familjen kortvingar. Arten är reproducerande i Sverige.